# ساحر الثعبان
ساحر الثعبان هي لوحة زيتية للرسام الفرنسي جان ليون جيروم رسمها حوالي عام 1879، اللوحة معروضة حالياً ضمن مقتنيات معهد كلارك للفنون.